# 李荒

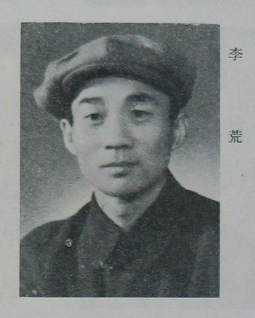
李荒

李荒（1916年—2014年12月4日），男，奉天（今辽宁）营口人，中华人民共和国政治人物。

## 生平
早年毕业于北平东北大学国文系，后参加一二九运动。后进入八路军，任晋察冀军区第三军分区政治部宣传部副部长。1945年，任东北日报社总编、社长。1954年，任中共辽宁省委书记处书记。
文化大革命开始后，李荒被打倒。1973年，他恢复工作，出任中共大连工学院党委副书记，在副书记中排名第五。1979年，任中共辽宁省委书记兼旅大市委第一书记。1981年，升任中共辽宁省委常务书记。
2014年12月4日去世。